# Cantó de Sant Ilari

El cantó de Sant Ilari a l'Aude

El cantó de Sant Ilari és un cantó francès del departament de l'Aude, a la regió d'Occitània. Està inclòs al districte de Limós, té 14 municipis i el cap cantonal és Sant Ilari.

## Municipi
- Bèlcastèl e Buc
- Cauneta de Lauquet
- Clarmont
- Gàrdia
- Grefuèlh
- Ladèrn de Lauquet
- Pomars
- Sant Ilari
- Sant Policarpi
- Verzelha
- Vilardebèla
- Vilar de Monsenh Ancel
- Vilabasin
- Vilaflora